# Ichneumon haematopus
Ichneumon haematopus är en stekelart som beskrevs av Franz Paula von Schrank 1786. Ichneumon haematopus ingår i släktet Ichneumon och familjen brokparasitsteklar. Inga underarter finns listade i Catalogue of Life.